# Projet Lyra
Pour les articles homonymes, voir Lyra.
Le projet Lyra est un projet d'étude de la faisabilité d'un survol de l’objet interstellaire 1I/ʻOumuamua par une sonde spatiale,
lancé le 30 novembre 2017 par Initiative for Interstellar Studies (i4is),,,,,.

## Vue d'ensemble
Les options suggérées pour envoyer un vaisseau spatial vers ʻOumuamua dans un délai de 5 à 10 ans reposent soit sur l'utilisation d'un survol de Jupiter suivi d'un survol solaire rapproché, à trois rayons solaires (2,1 × 106 km) afin de profiter de l'effet Oberth soit sur des technologies plus avancées comme une voile solaire et une propulsion laser,.

## Détails
Initiative for Interstellar Studies (i4is) a lancé le Projet Lyra afin d'évaluer la faisabilité d’une mission vers ʻOumuamua. Plusieurs options ont été suggérées pour l'envoi d'une sonde spatiale à ʻOumuamua dans un délai de 5 à 10 ans. Une option consiste à utiliser d'abord un survol de Jupiter suivi d'un survol solaire rapproché, à trois rayons solaires (2,1 × 106 km) afin de profiter de l'effet Oberth. Différentes durées de mission et leurs exigences de vitesse ont été étudiées par rapport à la date de lancement, en supposant un transfert direct impulsif sur la trajectoire d’interception. En utilisant un survol motorisé de Jupiter, une manœuvre solaire Oberth et la technologie de bouclier thermique de Parker Solar Probe, un lanceur de la classe de Falcon Heavy serait capable de lancer une sonde spatiale de plusieurs dizaines de kilogrammes vers 1I/ʻOumuamua, avec un lancement en 2021. Plusieurs options avancées comme l'utilisation de la voile solaire et de la propulsion laser, basées sur la technologie Breakthrough Starshot, ont également été prises en compte.
Le défi consiste à atteindre l'astéroïde dans un laps de temps raisonnable (et donc à une distance raisonnable de la Terre), tout en étant en mesure d'obtenir des informations scientifiques utiles. Pour cela, décélérer la sonde spatiale serait « hautement souhaitable, en raison du retour scientifique minime d'une rencontre à hyper-vitesse ». Si la sonde va trop vite, elle ne pourrait pas entrer en orbite ni atterrir sur l'astéroïde et se contenterait d'un survol. Les auteurs concluent que, bien que difficile, une mission avec rendez-vous spatial serait réalisable avec une technologie à court terme,. Seligman et Laughlin adoptent une approche complémentaire à l'étude Lyra mais également concluent que de telles missions, bien que difficiles à monter, sont à la fois réalisables et scientifiquement attrayantes.